# Franz Nachbaur
Franz Nachbaur (Gießen prop de Friedrichshafen, 25 de març de 1835 - Múnic, 21 de març de 1902) fou un cantant alemany de la corda de baríton.
Començà la seva carrera artística com a corista a Basilea. Recolzat financerament per un banquer francès, al que conegué durant una gira artística de la seva companyia, trobà mitjans per a cultivar la seva veu tenor sota la direcció d'Horth i més tard de Lamperti, a Milà. Des de la seva aparició al teatre de Mannheim restà consagrat com artista de primera categoria, entrant a formar part, des de 1866, de la companyia d'òpera de Múnic, en la que hi va romandre fins a la seva retirada de l'escena el 1890.
Fou un dels millors intèrprets wagnerians, creant la part de Walther de Els mestres cantaires de Nuremberg i la de Froh en Das Rheingold, el 1868 i 1869, respectivament. També actuà amb gran èxit algunes temporades a Itàlia, especialment en representacions wagnerianes.